# Il pranzo di Babette (racconto)
Il pranzo di Babette è un racconto scritto da Karen Blixen, con lo pseudonimo di Isak Dinesen. Il racconto venne inizialmente pubblicato nel 1950 in inglese col titolo Babette's Feast, prima di essere tradotto in danese (Babettes gæstebud) dalla stessa Blixen.
Dal racconto è stato tratto il film omonimo che ha vinto numerosi premi.
In Italia è stato pubblicato da Feltrinelli nel 1962 insieme alla raccolta di racconti intitolata Capricci del destino (Anecdotes of Destiny) con la traduzione di Paola Ojetti.

## Trama
A Berlevåg, piccolo villaggio della Norvegia ai piedi delle montagne prospicienti il fiordo omonimo, vivono due anziane sorelle puritane, Martina e Filippa, così chiamate in onore di Martin Lutero e Filippo Melantone, figlie di un decano protestante, creatore della comunità che raccoglie gli abitanti del villaggio. Le due hanno vissuto una vita di dedizione al prossimo, in osservanza delle regole imposte loro dal padre; una ha rinunciato all'amore di un giovane tenente che diverrà poi generale, l'altra ha rinunciato alle lezioni di canto di Achille Papin, il più famoso cantante lirico dell'epoca, ed alla possibilità di diventare una cantante a sua volta, perché lui si era permesso di baciarla durante la prova di un pezzo del Don Giovanni di Mozart. 
Un giorno si presenta alla loro porta una signora francese di nome Babette Hersant. La donna, di religione cattolica, è fuggita da Parigi perché accusata di essere una rivoluzionaria, viene ospitata dalle due anziane signorine in quanto raccomandata da una lettera di Achille Papin e si guadagna l'ospitalità lavorando gratuitamente come governante e contribuendo all'attività di beneficenza. Trascorrono gli anni; un giorno Babette riceve da Parigi una vincita di 10 000 franchi. Tutti credono quindi che Babette userà i soldi per tornare in Francia, ma lei invece chiede umilmente di poter cucinare un ricco pranzo francese per celebrare i 100 anni dalla nascita del sant'uomo padre delle sorelle. I dodici abitanti del villaggio, seguaci di una vita priva di piaceri terreni, saranno letteralmente sedotti ed inebriati dal pranzo, che Babette, grande cuoca, ha voluto per poter nuovamente esprimere il suo talento di artista. Per comprare gli ingredienti e le bevande, Babette ha speso tutti i propri soldi. Solo il vecchio generale, l'antico innamorato di una delle due sorelle, riesce incredulo a capire il reale valore economico del pranzo.

## Il pranzo
Alcuni ingredienti e portate del pranzo sono: brodo di tartaruga, Blinis Dermidoff e Cailles en sarcophage, il vino Amontillado e lo champagne Veuve Clicquot.

## Edizioni
- Karen Blixen, Babette's Feast, versione italiana di Paola Ojetti, a cura di Anna Maria Segala, Einaudi, 1997, ISBN 88-06-14404-9.